# Bayon
Bayon (Khmer: ប្រាសាទបាយ័ន) er et kendt og rigt dekoreret Khmertempel ved Angkor i Cambodja. Templet er bygget i det sene 12. århundrede eller tidlige 13. århundrede som det officielle statstempel for den mahayanabuddhistiske konge Jayavarman 7., står Bayon i centrum af Jayavarmans hovedstad, Angkor Thom. Efter Jayavarmans død blev det modificeret og udbidet af senere hinduistiske og theravada buddhistiske konger i overensstemmelse med deres religiøse præferencer.
Bayons mest fremtrædende træk af mængden af stenansigter på de mange tårne rundt om det centrlae toppunkt. Templet er ligeledes kendt for de to imponerende sæt af basrelieffer, der viser en usædvanlig kombination af mytologisk, historisk og scener med dagligliv. Den nuværende hovedrestauratørforening JSA, har beskrevet templet som "det mest slående eksempel på 'barok'-stilen" indenfor Khmerarkitekturen, i modsætning til den klassiske stil på Angkor Wat.